# 勇気の日
勇気の日（ゆうきのひ）とは、2000年8月1日から3日までミレニアムを記念して行われた参議院主催の子ども国会で、当時中学3年生だった群馬県代表の相内優香（現・テレビ東京アナウンサー）が発言・提案し、広めようとした案件・企画。
元は群馬県前橋市にある私立共愛学園中学・高等学校新聞委員会が、坂本堤弁護士一家失踪事件（のちに殺人事件）によって結成された坂本弁護士と家族を救う全国弁護士の会の手伝いをしていたことに始まる。事件は最悪の結果になってしまったが、坂本堤弁護士の「正義」の意思を継いでいこうと生徒達は考え、「正義の日」という勇気の日の前身である活動を約10年間行っていった。
2000年になり、情勢が変わり、また子ども国会が開かれる事により、生徒達は節目として「正義の日」を考え直し、「勇気の日」と改め、子ども国会で提案された。
現在、共愛学園を始めとするいくつかの学校が賛同し、活動の輪を広めている。
「勇気の日」という日は計画段階であり、現在は存在していないが、どういった日にするか、またいつにするかも議論が進められている。